# Aleppotall
Aleppotall (Pinus halepensis) är ett barrträd inom tallsläktet och familjen tallväxter. Aleppotall är relativt snabbväxande och kan bli upp till 20 meter hög, har gles krona samt vridna grenar och stam. Barren är cirka 10 centimeter långa, sitter parvis och kottarna är rödbruna. Barken på de unga stammarna och grenarna är askgrå, men blir rödbrun då den åldras.
Dess utbredningsområde är nästan hela Medelhavets kustområde. Arten växer i låglandet och i bergstrakter upp till 1700 meter över havet. Bränder är vanligt förekommande i regionen. Tallens kottar öppnas även vid mycket solljus. Under längre tider utan bränder blir korkek ett dominant träd i området.
Beståndet hotas regionalt av nya byggnader när kusten. Hela populationen anses vara stabil. IUCN listar arten som livskraftig (LC).

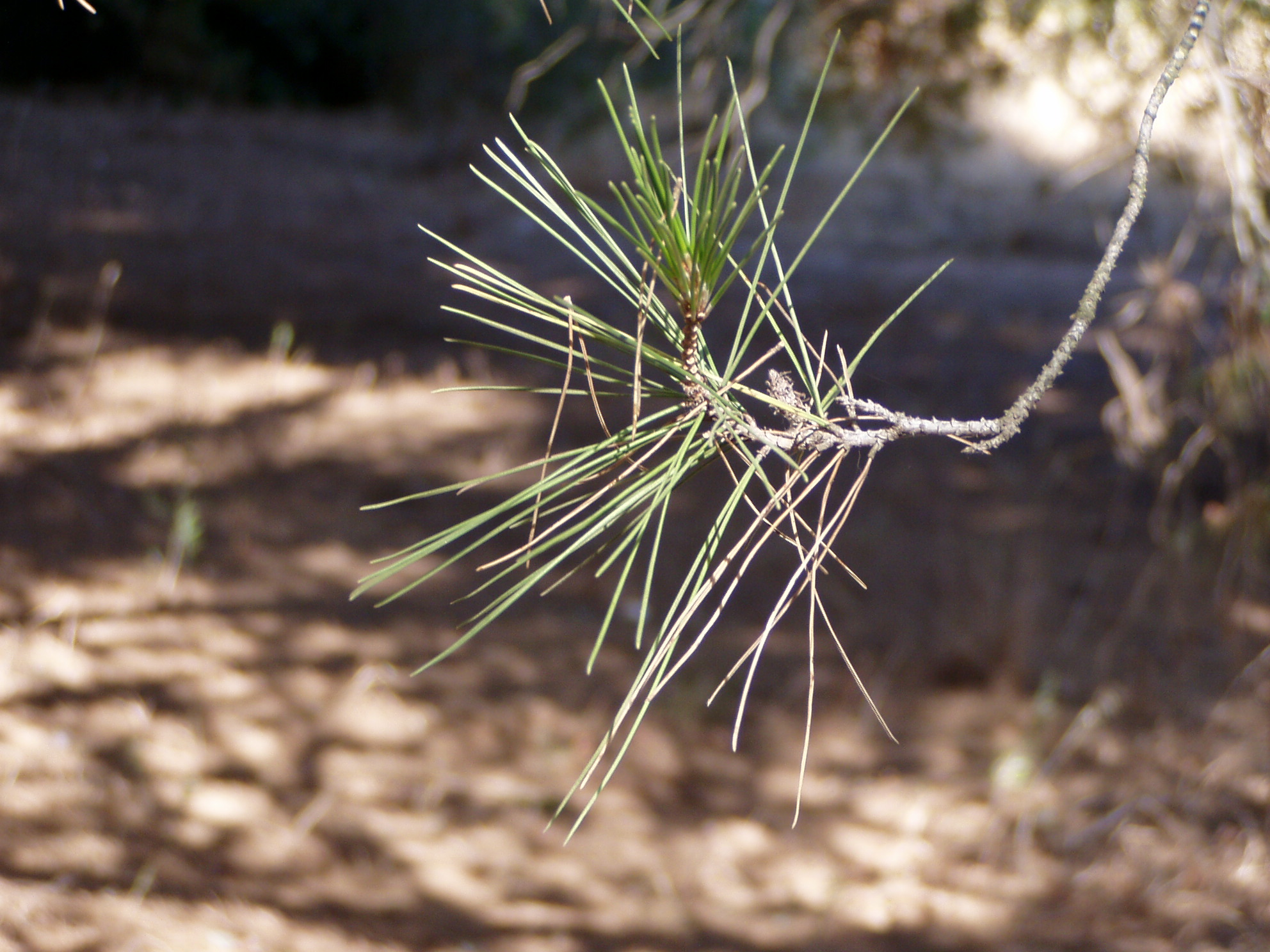
Barren
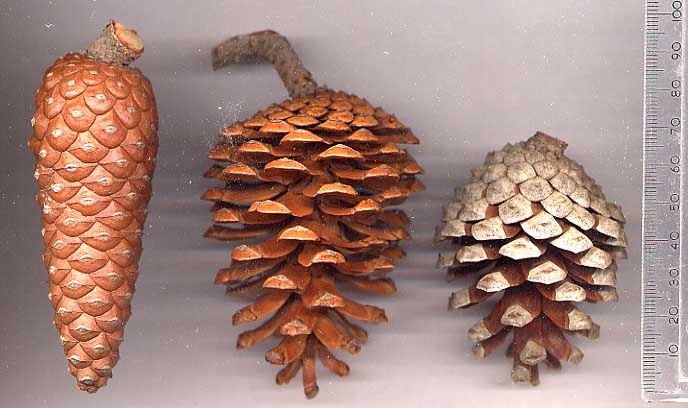
Kottar
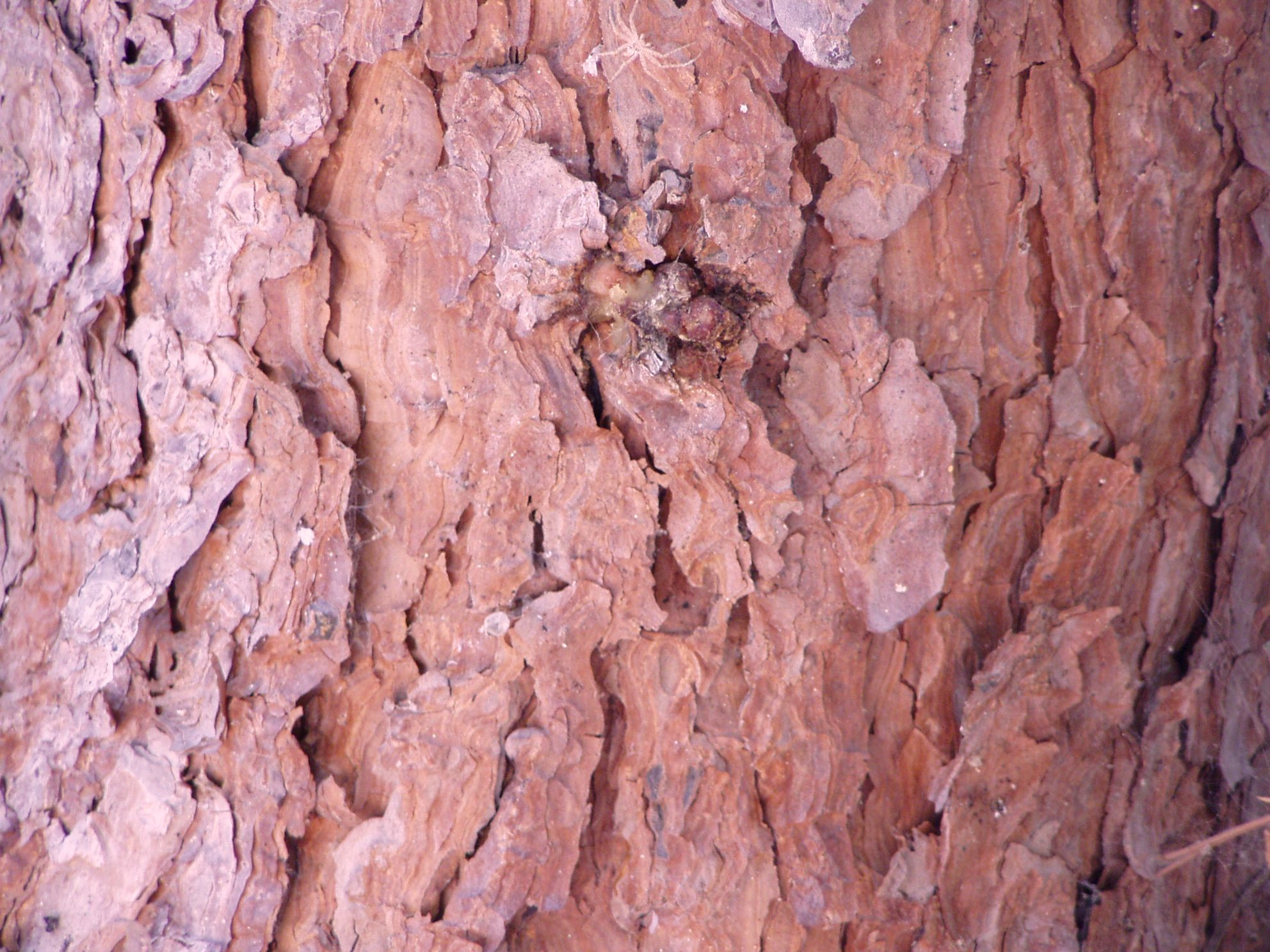
Barken